# Woodfjorden

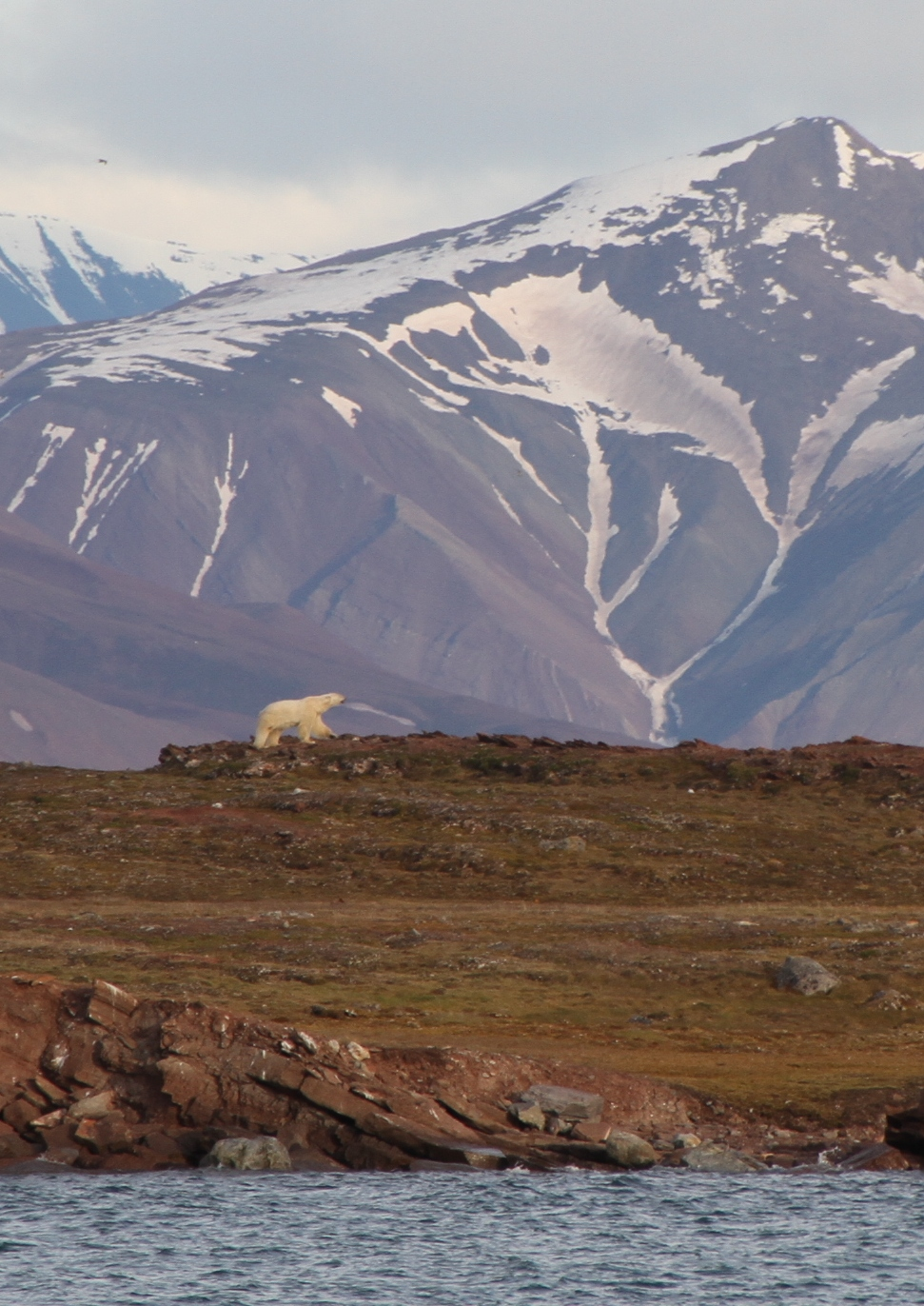
Isbjörn på Andøyane mitt i fjorden i augusti månad.

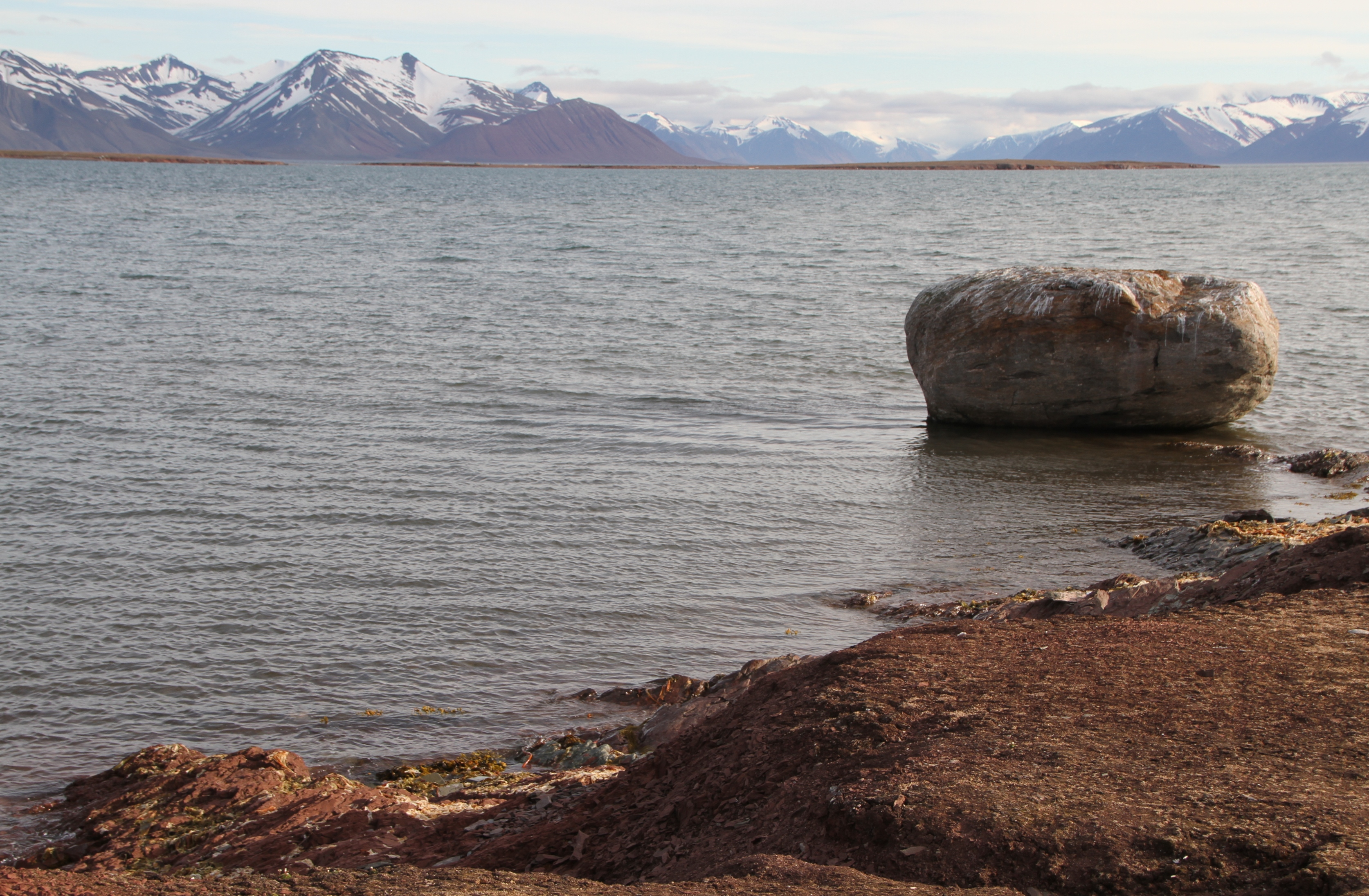
Woodfjorden sedd från Worsleyhamna (Villa Oxford) i nordväst

Woodfjorden är en fjord på norra Spetsbergen, Svalbard. Fjorden är 64 km lång och den fjärde längsta fjorden på Svalbard.